# Catharinea angustata
Catharinea angustata là một loài rêu trong họ Polytrichaceae. Loài này được (Brid.) Brid. mô tả khoa học đầu tiên năm 1819.